# Madarasz' tijgerparkiet
Madarasz' tijgerparkiet (Psittacella madaraszi) is een vogel uit de familie Psittaculidae (papegaaien van de Oude Wereld). Deze vogel is genoemd naar de Hongaarse ornitholoog Gyula Madarász (1858-1931).

## Kenmerken
Deze tijgerparkiet is 15 cm lang. Het is een vrij kleine, groene papegaaiachtige met rode onderstaart . De kop van het mannetje is bruin gekleurd; dit bruin gaat geleidelijk over in groen, waardoor de buik geheel groen is. Het vrouwtje is helemaal groen met zwarte "tijgerstreepjes" van de kruin tot aan de stuit. Op de nek hebben zowel mannetje als vrouwtje een vage oranje vlek.

## Verspreiding en leefgebied
Deze soort is endemisch in Nieuw-Guinea en telt twee ondersoorten:
- P. m. huonensis: Huonschiereiland (noordoostelijk Nieuw-Guinea).
- P. m. madaraszi: van westelijk tot zuidoostelijk Nieuw-Guinea.

Het is een onopvallende vogel die weinig vliegt en zich schuilhoudt tussen takken. Het leefgebied is natuurlijk bos in berggebieden tussen de 1200 en 2500 m boven zeeniveau.

## Status
De grootte van de populatie is niet gekwantificeerd maar de soort wordt omschreven als niet algemeen voorkomend. Op de Rode lijst van de IUCN heeft deze soort de status niet bedreigd.